# James Dean Bradfield
James Dean Bradfield (Pontypool, 21 februari 1969) is een Welshe zanger en gitarist van de alternatieve rockband Manic Street Preachers.

## Biografie
Bradfield werd vroeger vaak gepest vanwege zijn kleine postuur en deelname aan het schoolkoor. Hij ging het liefst om met zijn neef Sean Moore, die bij hem inwoonde na de scheiding van zijn ouders, en zijn schoolvrienden Nicky Wire en Richey James Edwards. Hij leerde zichzelf gitaarspelen na het ontdekken van The Clash en werd straatmuzikant. Een oude man schold hem op straat uit voor Manic Street Preacher (Gestoorde Straatpriester), waar hij zijn bandnaam vandaan haalde.
Door hun socialistische en duistere teksten werden ze al even snel berucht en gehaat als indrukwekkend en geliefd. Na Richey James Edwards' verdwijning werden hun teksten en muziek al wat minder ruig en verdween hun agressieve impressie.
Bradfield is het muzikale brein achter de Manics, met assistentie van Moore. Wire en Edwards bekommerden zich om de teksten, aangezien ze zelf niet bepaald talent hadden. Bradfield nam alle bastracks op omdat Wire niet goed genoeg was en hij nam zowel lead- als ritmegitaar op. Live speelde Edwards meestal niet eens mee, maar deed hij alsof. Wire herstelde zich echter in zijn kwaliteiten live en verbeterde zich met de jaren mee. Na Edwards' verdwijning nam hij het tekstschrijven alleen over.
Hoewel Bradfield ooit beweerde verveeld te raken in het bijzijn van vrouwen trouwde hij in 2004 met Mylène Halsall.
In 2006 werd zijn eerste soloalbum uitgebracht, The Great Western genaamd. Dit werd positief ontvangen.

- Biblioteca Nacional de España: XX956454
- Gemeinsame Normdatei: 134764919
- International Standard Name Identifier: 0000 0000 2260 4631
- Library of Congress Control Number: no2006101803
- MusicBrainz: cf384395-7989-4d78-8fb1-8e9e1b6a712e
- Nationale Bibliotheek van Tsjechië: ola2002152812
- Virtual International Authority File: 23357581
- WorldCat: E39PBJqK8DFTXwBjHDTThVJFKd